# Zanobatus
Zanobatus ist eine Gattung kleiner Rochen, die an der Westküste Afrikas vorkommt.

## Merkmale
Die Knorpelfische werden maximal 60 cm lang und haben eine annähernd runde bis herzförmige Körperscheibe. Der Körper ist dicht mit kleinen Placoidschuppen bedeckt, die der haut ein samtiges Aussehen verleihen. Bereiche mit Dornen befinden sich auf dem Rostrum, rund um die Augen, im Nacken und im Schulterbereich. Der Schwanz ist schlank, abgeflacht und deutlich vom Rumpf abgesetzt. Auf dem Schwanz befinden sich zwei gleich große Rückenflossen, die oben abgerundet sind und die einen konvexen Hinterrand haben. Die Schwanzflosse ist lang und abgerundet; der untere Lobus ist deutlich ausgebildet.
Zanobatus-Arten sind auf der Rückenseite bräunlich oder grünlich und zeigen ein Muster von dunkelbraunen Querstreifen oder Flecken, manchmal auch einige kleinere weiße oder schwarze Punkte. Die Bauchseite ist hell, die unteren Ränder von Brust- und Bauchflosse können dunkel sein. Der Bereich um die Nasenöffnungen und um die Kiemen kann dunkler sein.

## Lebensweise
Zanobatus-Arten leben küstennah auf dem Kontinentalschelf bis in Tiefen von etwa 100 Metern. Sie ernähren sich von kleinen, bodenbewohnenden Wirbellosen, darunter sind Würmer, Krebstiere und Mollusken. Die Tiere vermehrten sich ovovivipar. Pro Geburt werden ein bis vier Jungrochen geboren. Zwischen den Geburten vergehen in der Regel fünf Monate. Bei den Weibchen ist nur der rechte Oviductus ausgebildet.

## Systematik
Die erste heute der Gattung Zanobatus zugerechnete Art wurde im Jahr 1841 durch die deutschen Naturforscher Johannes Müller und Jakob Henle unter der Bezeichnung Platyrhina schoenleinii erstmals wissenschaftlich beschrieben. Im Jahr 1913 führte der US-amerikanische Ichthyologe Samuel Garman für die Art die Gattung Zanobatus ein, die über 100 Jahre lang monotypisch geblieben ist. Im Jahr 2016 wurde mit Zanobatus maculatus eine zweite Art beschrieben. Zanobatus ist die einzige Gattung der Familie Zanobatidae, die im Jahr 1928 durch den US-amerikanische Zoologen Henry Weed Fowler aufgestellt wurde. Die systematische Stellung der Zanobatidae ist immer noch nicht endgültig geklärt. Heute werden sie meist den Stechrochenartigen (Myliobatiformes) zugeordnet und gelten dort als basaler Zweig der Ordnung. Bei der phylogenetischen Analyse der Knorpelfischsystematik durch Gavin J.P. Naylor und Mitarbeiter bilden die Zanobatidae dagegen einen Zweig in der Ordnung der Geigen- und Sägerochen (Rhinopristiformes).

## Arten
- Zanobatus maculatus Séret, 2016
- Zanobatus schoenleinii (Müller & Henle, 1841)